# Южаков, Александр Степанович
Александр Степанович Южаков — участник Великой Отечественной войны, активный участник строительства г. Братска, управляющий комбинатом «Братскжелезобетон».

## Биография
Александр Южаков родился 25 сентября 1911 года в г. Лысьва в семье рабочего.
Трудовую деятельность начал после обучения в ФЗУ в 1927 году слесарем, затем был старшим мастером.
Александр Степанович Южаков вступил в ряды ВКП(б) в 1932 году. С 1933 по 1939 годы находился на комсомольской и партийной работе, в том числе был секретарем Лысьвенского ГК ВЛКСМ, зав. сектором рабочей молодежи Курского обкома ВЛКСМ, председателем Лысьвенского городского комитета по делам физкультуры и спорта.

### Участник Великой Отечественной
С 1939 по 1946 годы А.С. Южаков на службе в РККА, прошел путь от курсанта (слушатель курсов политического состава) до начальника политотдела 124-й стрелковой дивизии.
Участник Великой Отечественной войны: сражался под Москвой, Ленинградом, освобождал Восточную Пруссию и закончил войну в составе 124-й стрелковой дивизии 94 стрелкового корпуса 39 армии Забайкальского фронта. За время войны был ранен семь раз.
Александр Степанович Южаков награждён тремя орденами Красной Звезды, тремя орденами Красного Знамени, орденом Отечественной войны 2-й степени, шестью медалями. Закончил службу в Советской армии в звании полковника.
После демобилизации в 1946 году два года работал председателем Кунгурского райисполкома.
С 1948 года работает в системе Минэнерго СССР: принимал участие в строительстве Камской ГЭС, откуда и прибыл в 1954 году на строительство Братской ГЭС.

### На работе в Братске
В «Братскгэсстрое» А.С. Южаков работал начальником СМУ ЛЭП-110 Иркутск-Братск, управления строительства промышленных сооружений (УСПС).
С 1958 по 1962 гг. А.С. Южаков осуществлял руководство коллективом по строительству промышленно-коммунальной зоны города и единой базы стройиндустрии «Братскгэсстроя», за время работы были введены в эксплуатации четыре завода ЖБИ, ТЭЦ-7, деревообрабатывающий завод, ЦРМЗ, птицефабрика, молзавод и другие объекты.
С 1962 по 1974 гг. – управляющий комбинатом «Братскжелезобетон», под его руководством были реконструированы многие заводы, освоено производство керамзита и перлита, создан высококвалифицированный коллектив КБЖБ.
В августе 1974 года А.С. Южаков ушел на пенсию и продолжал свою трудовую деятельность работая в представительстве «Братскгэсстроя» в г. Москва, являлся персональным пенсионером республиканского значения.
Александр Степанович Южаков скончался 3 июля 1987 года на 76-м году жизни.

### Награды
За время своей работы в Братске А.С. Южаков награждён орденами Ленина, Трудового Красного Знамени, медалью «За доблестный труд. В ознаменование 100-летия со дня рождения В.И. Ленина», в 1973 году стал заслуженным строителем РСФСР.